# Ghost di Faddeev-Popov
In fisica, i ghost di Faddeev-Popov (altrimenti detti campi ghost) sono campi aggiuntivi che sono stati introdotti nelle teorie di gauge per permettere di sviluppare coerentemente una teoria di campo quantistica anche in presenza di queste simmetrie, per esempio nell'ambito della formulazione funzionale di Feynman. C'è anche un significato più generale della parola "ghost" nella fisica teorica, discussa nella sezione "ghost generali nella fisica teorica".
I ghost prendono il nome dai fisici Ljudvig Dmitrievič Faddeev e Victor Popov.

## Overcounting negli integrali sui cammini di Feynman
La necessità dei campi ghost di Faddeev-Popov consegue dal fatto che nella formulazione lagrangiana, le lagrangiane delle teorie quantistiche dei campi con una simmetria di gauge hanno la parte cinetica determinata da un operatore singolare e non invertibile. Questo fatto non permette di trovare una soluzione unica alle configurazioni di campo, in quanto non vi è alcuna procedura che permetta di selezionare una qualsiasi soluzione da una gamma di soluzioni fisicamente equivalenti, tutte collegate da una trasformazione di gauge. Il problema deriva dagli integrali sui cammini che creano "errori di calcolo per eccesso" (overcounting) nelle configurazioni correlate tramite la simmetrie di gauge dal momento che quelli corrispondono allo stesso stato fisico; la misura degli integrali sui cammini contengono un fattore che non permette di ottenere risultati diversificati direttamente dall'azione originale usando metodi regolari (per es., i diagrammi di Feynman). È possibile, tuttavia, modificare l'azione, in modo tale che i metodi regolari saranno applicabili con alcuni campi aggiuntivi, che rompono la simmetria di gauge, chiamati campi ghost. Questa tecnica viene denominata procedura di Faddeev-Popov (vedi anche quantizzazione BRST). I campi ghost sono uno strumento computazionale laddove non corrispondono ad alcuna particella reale negli stati esterni: appaiono solo come particelle virtuali nei diagrammi di Feynman (si leggano i paragrafi sotto). Tuttavia sono necessari a preservare l'unitarietà, come nel caso delle particelle virtuali.
L'esatta forma o formulazione dei ghost dipende dal particolare gauge scelto, sebbene gli stessi risultati fisici siano ottenuti con tutti i gauge.  La gauge di Feynman-'t Hooft è di solito quello più semplice per tale proposito e viene assunto per il resto di questa voce.

## Relazione spin-statistica violata
I ghost di Faddeev-Popov, diversamente dalle altre particelle virtuali, violano la relazione spin-statistica, che è un'altra ragione del perché spesso vengano considerati come particelle "non fisiche".
Per esempio, nelle teorie di Yang-Mills (come la cromodinamica quantistica) i campi ghost sono campi scalari complessi  (spin 0), però essi anticommutano come i campi fermionici che invece sono caratterizzati dall'avere spin semi-intero.
In generale, i campi ghost che anti-commutano sono associati alle simmetrie bosoniche, mentre i campi ghost che commutano sono associati con le simmetrie fermioniche.

## Campi di gauge e campi ghost associati
Ogni campo di gauge ha un ghost associato, e laddove il campo di gauge acquista una massa tramite il meccanismo di Higgs, il campo ghost associato acquisisce la stessa massa (soltanto nel gauge di Feynman-'t Hooft e non per gli altri gauge).

## Apparizione nei diagrammi di Feynman
Nei diagrammi di Feynman i ghost appaiono come cicli (loops) interamente chiusi composti di 3 vertici, attaccati al resto del diagramma tramite una particella gauge per ogni 3 vertici. Il loro contributo alla matrice S è esattamente cancellato (nel gauge di Feynman-'t Hooft) tramite un contributo fornito da un loop similare di particelle di gauge con accoppiamenti di solo 3 vertici o attaccamenti di gauge al resto del diagramma. (un loop di particelle di gauge non composto interamente da tre accoppiamenti di 3 vertici non viene cancellato dai ghost). Il segno opposto del contributo fornito dal ghost e del loop di gauge è dovuto al fatto di avere natura fermionica/bosonica opposta. (I loop chiusi di fermione hanno un -1 extra ad essi associato, cosa che non succede per i loop bosonici).

## Lagrangiana del campo ghost
La lagrangiana per i campi ghost {\displaystyle c^{a}(x)} nelle teorie di Yang-Mills (dove {\displaystyle a} è un indice nella rappresentazione aggiunta del gruppo di gauge) è data, nel gauge di Lorenz generalizzato ({\displaystyle D_{\mu }A^{\mu }=0}), da
{\displaystyle {\mathcal {L}}_{\mathrm {ghost} }=\partial _{\mu }{\overline {c}}^{a}\partial ^{\mu }c^{a}+gf^{abc}(\partial ^{\mu }{\overline {c}}^{a})A_{\mu }^{b}c^{c}.}
Il primo è un termine cinetico come per i regolari campi scalari complessi, e il secondo termine descrive l'interazione con i campi gauge. Da notare che nelle teorie del gauge abeliano (come l'elettrodinamica quantistica) i ghost non hanno nessun effetto poiché le costanti di struttura {\displaystyle f^{abc}} sono nulle e, di conseguenza, le particelle di ghost non interagiscono con i campi di gauge.

## Ghost generici nella fisica teorica
I ghost di Faddeev-Popov vengono talvolta riferiti come "ghost buoni". I "ghost cattivi" rappresentano un altro significato più generale della parola "ghost" nella fisica teorica: gli stati di norma negativi — o i campi con il segno inesatto del termine cinetico, come i ghost di Pauli-Villars — la cui esistenza permette le probabilità di essere negativi violando così l'unitarietà.